# أوقستو جيل
أوقستو جيل (بالبرتغالية: Augusto Gil‏) هو كاتب ومحامي ومؤلف وشاعر برتغالي، ولد في 31 يوليو 1873 في بورتو في البرتغال، وتوفي في 26 نوفمبر 1929 في غوآردا في البرتغال.

## وصلات خارجية
- أوقستو جيل على موقع ميوزك برينز (الإنجليزية)